# Вурди Юоанг

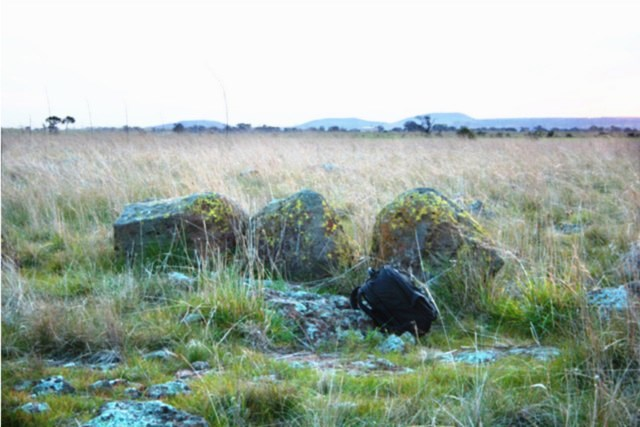
Небольшая часть каменного ансамбля Вурди Юоанг

Вурди Юоанг — это название, данное каменному строительству австралийских аборигенов, расположенному у реки Литл-Рипли-роуд на горе Ротуэлл, недалеко от Литл-Ривер, Виктория в Австралии.Участок был приобретен Земельной корпорацией коренных народов 14 января 2000 г. и передан Кооперативу аборигенов Ватхауронг 17 августа 2006 г.

## Описание
Композиция камней имеет неправильную яйцевидную форму около 50 м (164 футов) в диаметре с главной осью выравнивания направлением с востока на запад. Он состоит из примерно 100 базальтовых камней, от небольших камней диаметром около 200 мм (8 дюймов) до стоячих камней высотой около 1 м (3 фута) с предполагаемой общей массой около 23 тонн. Есть три выступающих камня высотой по пояс на его западном конце, который является самой высокой точкой кольца. Назначение, использование и возраст строения неизвестны. Назначение этого места может быть церемониальным по своей природе, как и многие другие каменные сооружения на юго-востоке Австралии.
Объект внесен в Реестр наследия аборигенов Викторианской эпохи, Реестр наследия Викторианской эпохи (H1107), а также отражён в «Схеме расположения объектов наследия города Большого Джилонга» (HO294).
Имя Вурди Юоанг — это изменённое Вада-вуррунг, что означающее на языке аборигенов «большой холм», что сейчас закреплено за пиком Флиндерс — самой высокой точки Ю Ян. В конце XIX и начале XX века регион между Ю Ян, городком Литл-Ривер и самой Литл-Ривер был известен как приход Вурди-Юоанг в графстве Грант. Каменное строение зарегистрирован в штате Виктории под названием «Каменная композиция на горе Ротуэлл».

## Астрономическая гипотеза
Ряд камней, расположенных к западу от западной вершины композиции, отмечает положение заходящего солнца в дни равноденствия и солнцестояния. Обзорное исследование показывает, что это камни выравнены с точностью до нескольких градусов. Кроме того, прямые стороны композиции, которые расходятся от ее восточной вершины, также указывают положение заходящего солнца в дни солнцестояния с точностью до нескольких градусов, а в дни равноденствия солнце садится над тремя выступающими камнями на вершине.
Ученые, изучавшие строение, предположили, что ей может быть около 11000 лет (на основе датирования углерода на близлежащих участках), что сделало бы ее старейшей астрономической обсерваторией в мире. Однако точный возраст композиции неизвестен.